# 金晃正
金 晃正（きん てるまさ、キム・ファンジョン、1975年11月19日-）は、大阪府出身で韓国籍（在日韓国人）の元サッカー選手、サッカー指導者。JFA Aジェネラルライセンス所持。

## 来歴
選手時代は、FWとして活躍。阪南大学では関西学生リーグ得点王を2回、MVPを1回獲得し、1998年にジェフユナイテッド市原 に入団。ジェフでは出番が少なかったが、2000年にヴァンフォーレ甲府 へと移籍して、31試合に出場。2001年はシーズン途中の4月に韓国の蔚山現代ホランイに移籍した。
翌2002年も現役続行を目指していたが所属クラブが決まらず、セレッソ大阪下部組織のコーチに就任。一転して指導者となる。

## 所属クラブ
ユース経歴
- 堺朝鮮初級学校
- 南大阪朝鮮中級学校
- 初芝橋本高校
- 阪南大学

プロ経歴
- 1998年 - 1999年  ジェフユナイテッド市原
- 2000年 - 2001年  ヴァンフォーレ甲府
- 2001年4月 - 同年12月  蔚山現代ホランイ

## 個人成績
| 国内大会個人成績 | 国内大会個人成績 | 国内大会個人成績 | 国内大会個人成績 | 国内大会個人成績 | 国内大会個人成績 | 国内大会個人成績 | 国内大会個人成績  | 国内大会個人成績 | 国内大会個人成績 | 国内大会個人成績 | 国内大会個人成績 |
| 年度             | クラブ           | 背番号           | リーグ           | リーグ戦         | リーグ戦         | リーグ杯         | リーグ杯          | オープン杯       | オープン杯       | 期間通算         | 期間通算         |
| 年度             | クラブ           | 背番号           | リーグ           | 出場             | 得点             | 出場             | 得点              | 出場             | 得点             | 出場             | 得点             |
| 日本             | 日本             | 日本             | 日本             | リーグ戦         | リーグ戦         | リーグ杯         | リーグ杯          | 天皇杯           | 天皇杯           | 期間通算         | 期間通算         |
| ---------------- | ---------------- | ---------------- | ---------------- | ---------------- | ---------------- | ---------------- | ----------------- | ---------------- | ---------------- | ---------------- | ---------------- |
| 1998             | 市原             | 20               | J                | 9                | 1                | 1                | 0                 |                  |                  |                  |                  |
| 1999             | 市原             | 16               | J1               | 0                | 0                | 1                | 0                 |                  |                  |                  |                  |
| 2000             | 甲府             | 7                | J2               | 31               | 5                | 2                | 1                 |                  |                  |                  |                  |
| 2001             | 甲府             | 11               | J2               | 0                | 0                | 1                | 0                 |                  |                  |                  |                  |
| 通算             | 日本             | 日本             | J1               | 9                | 1                | 2                | 0\|\|\|\|\|\|\|\| |                  |                  |                  |                  |
| 通算             | 日本             | 日本             | J2               | 31               | 5                | 3                | 1\|\|\|\|\|\|\|\| |                  |                  |                  |                  |
| 総通算           | 総通算           | 総通算           | 総通算           | 40               | 6                | 5                | 1\|\|\|\|\|\|\|\| |                  |                  |                  |                  |

## 指導歴
- 2002年 - セレッソ大阪
  - 2002年 U-12 コーチ
  - 2003年 - 2005年 西U-15 監督
  - 2006年 - 2007年 西U-13 監督
  - 2008年 - 2010年 西U-15 コーチ
  - 2011年 - 2018年 U-15 コーチ
  - 2019年 - 2021年 U-18 コーチ
  - 2022年 - 2023年 U-15 監督
  - 2024年 - U-18監督